# Willem Jacobsz. Baert

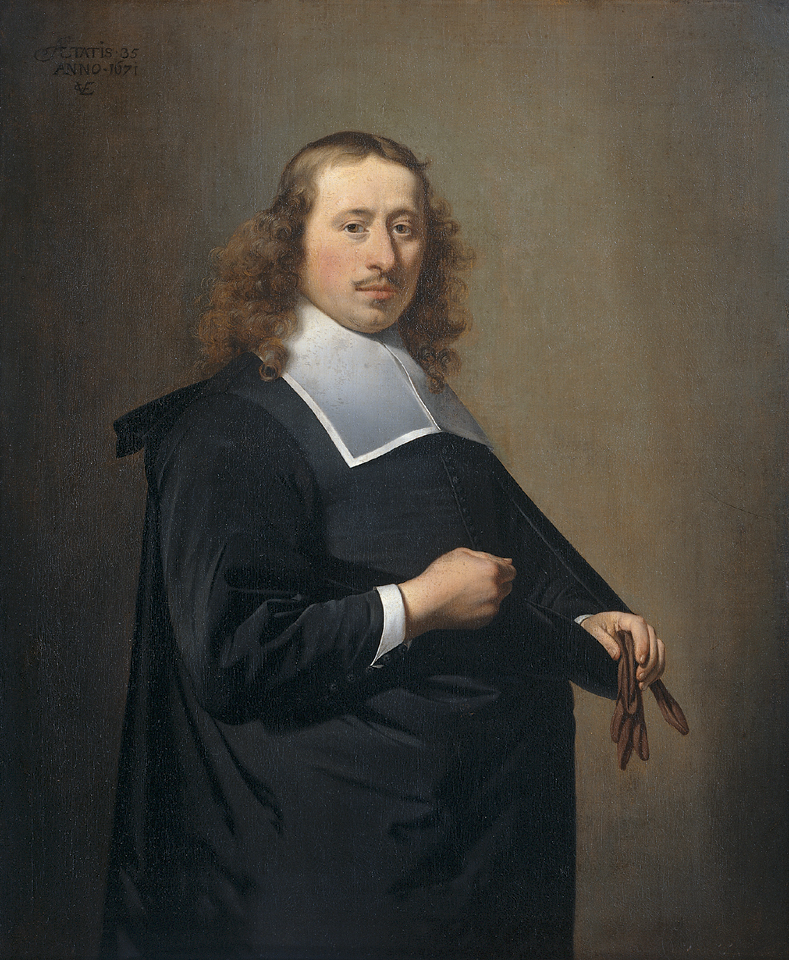
Willem Jacobsz. Baert, 1671

Willem Jacobsz. Baert (Alkmaar, 14 februari 1636 - aldaar, 28 januari 1684) was burgemeester van de Noord-Hollandse plaats Alkmaar.

## Levensloop
Willem Baert werd op 14 februari 1636 geboren te Alkmaar in de toenmalige Republiek der Zeven Verenigde Nederlanden als het eerste kind van 12 kinderen en eerste zoon van Jacob Cornelisz. Baert (1612-1668), thesaurier, notaris, vroedschap, schepen en burgemeester te Alkmaar en  Catharina Willemsdr. Kessel (1614-1677), dochter van Willem Willemsz Kessel (ca. 1585-1645), lid van de Alkmaarse Vroedschap en Schepen van Alkmaar, en Guijrtgen Adriaensdr (ovl. 1656). Willem huwde op 21 juli 1658 met Elisabeth van Kessel, dochter van Pieter Willemsz. Kessel en Anna Luycas. Zij kregen 13 kinderen waarvan 6 zonen, 5 dochters en 2 doodgeboren kinderen. Alle kinderen zijn jong overleden en 1 dochter is moeder geworden van drie kinderen, voor zij op 27 jarige leeftijd overleed.
Willem Baert overleed op 28 januari 1684. Hij werd op 2 februari 1684 begraven in de Grote Kerk van Alkmaar.

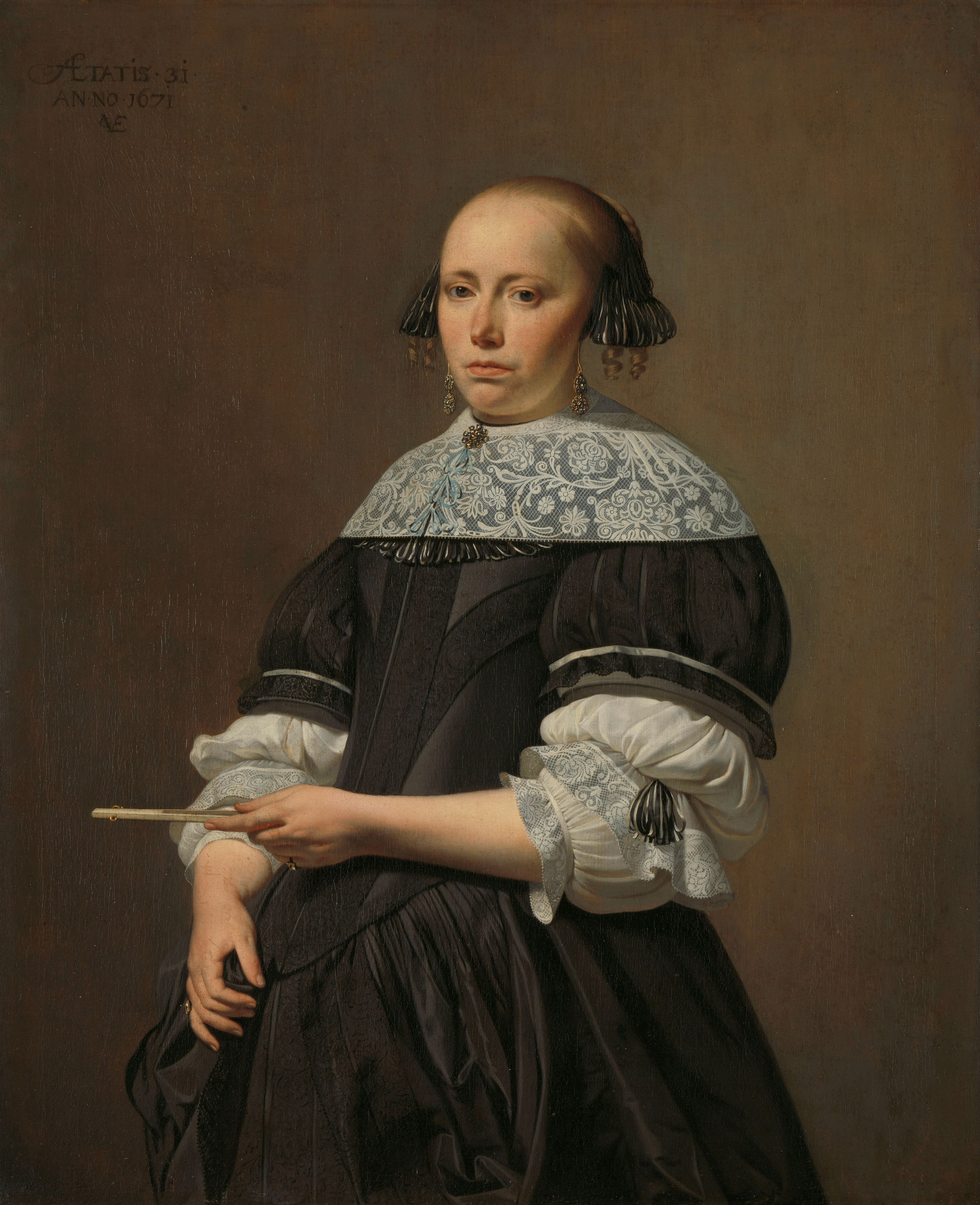
Elisabeth van Kessel, echtgenote van Willem Jacobsz. Baert

## Loopbaan
Gedurende zijn leven heeft Willem Baert een diversiteit aan functies bekleed in en om Alkmaar:
- 1659           : Huisarmenvader
- 1665 - 1671: Schepen van Alkmaar
- 1671 - 1684: Lid Vroedschap van Alkmaar
- 1673 - 1684: Namens Alkmaar Lid Gecommitteerde Raden van Holland in het Noorderkwartier (1573-1795)
- 1676 - 1684: Burgemeester van Alkmaar
- 1676 - 1684: Hoofdingeland van de Heer Hugowaard

Andere functies die Willem Baert heeft bekleed maar waarvan de periode niet volledig duidelijk is:
- Gecommitteerde Raad te Hoorn
- Heemraad van de Zijpe
- Kapitein Schutterij te Alkmaar, In mei 1672 trok hij aan het hoofd van een vaandel schutters als kapitein naar Geertruidenberg om het vaderland tegen de Fransen te helpen verdedigen.
- Penningmeester-Secretaris Hoogheemraadschap De Uitwaterende Sluizen in Kennemerland en West-Friesland
- Regent mannengasthuis te Alkmaar
- Secretaris Schermeer